# Lorttjärnen (Ockelbo socken, Gästrikland, 675745-152875)
Lorttjärnen är en sjö i Ockelbo kommun i Gästrikland och ingår i Gavleåns huvudavrinningsområde.